# Angelina Teny
Angelina Jany Teny (nascida em 1953) é uma política sul-sudanesa que serviu como Ministra da Defesa a partir de março de 2020 até sua demissão em 5 de abril de 2023. Ela é a atual Ministra do Interior desde outubro de 2023, pelo Acordo de Paz Revitalizado do Sudão do Sul assinado em 2018 para encerrar a guerra civil de cinco anos que começou em 2013.
Anteriormente, foi Ministra de Estado de Energia e Mineração no Governo de Unidade Nacional com sede em Cartum entre 2005 e 2010. Ela concorreu às eleições como governadora do Estado de Unidade em abril de 2010, mas foi derrotada em uma eleição que ela alegou ter sido fraudada.
Em 26 de março de 2025, Teny, então ministra do Interior, foi presa junto com seu marido, o vice-presidente Riek Machar, em sua residência em Juba.